# 烟霞镇
烟霞镇，是中华人民共和国陕西省咸陽市礼泉县下辖的一个乡镇级行政单位。

## 行政区划
烟霞镇下辖以下地区：
崔家岩村、刘家岩村、上营村、下营村、西一村、西二村、李家寨村、兴隆庄村、安驾庄村、严峪村、马旗寨村、官厅村、山底村、西周村、东周村、袁家坡村、上古村、下高村、东道村、沟西村、上高坡村、袁家村、张家山村、东坪村、陵光村、北一村、北二村、卢家河村、赵家岩村、大阳村、太阳村、石坡村、马岩村、西页沟村、下韩村、王坪村、季家坡村、上韩村、东页沟村和湾里村。

## 中国传统村落
2013年8月，袁家村被评为第二批中国传统村落。